# Кепинский (хутор)
Кепинский — хутор в Серафимовичском районе Волгоградской области, в составе Трясиновского сельского поселения, бывшая станица Кепинская.

## География
Станица находится в пойме Медведицы, при озере Старая Медведица. В окрестностях — пойменный лес. Высота центра населённого пункта около 70 метров над уровнем моря. Почвы — пойменные слабокислые и нейтральные почвы.
По автомобильным дорогам расстояние до районного центра города Серафимович составляет 43 км, до областного центра города Волгоград — 220 км.
Климат
Климат умеренный континентальный (согласно классификации климатов Кёппена — Dfa). Многолетняя норма осадков — 405 мм. Наибольшее количество осадков выпадает в июне — 47 мм, наименьшее в феврале и марте — 22 мм. Среднегодовая температура положительная и составляет + 7,4 °С, средняя температура самого холодного месяца января −8,4 °С, самого жаркого месяца июля +22,7 °С.
Часовой пояс
Кепинский, как и вся Волгоградская область, находится в часовой зоне МСК (московское время). Смещение применяемого времени относительно UTC составляет +3:00.

## История
Дата основания не установлена. Известна с XVII века как казачий городок Кепин. Станица с 1698 года. Станица относилась к Усть-Медведицкому округу Земли Войска Донского (с 1870 — Область Войска Донского). В 1859 году в станице Кепинской имелось 460 дворов, православная Архангельская церковь, проживало 1257 душ мужского и 1298 женского пола. По состоянию на 1897 год в станичному юрту относилось 23 хутора с общей численностью населения свыше 7 тыс. человек. Согласно алфавитному списку населённых мест Области Войска Донского 1915 года в станице имелось станичное правление, кредитное товарищество, церковь, двухклассное приходское училище, женское церковно-приходское училище, земельный надел станицы составлял 47653 десятин, всего в станице проживало 1312 мужчин и 1336 женщин.
В 1921 году бывшая станица Кепинская включена в состав Царицынской губернии. С 1928 года хутор Кепинский в составе Михайловского района Хопёрского округа (упразднён в 1930 году) Нижне-Волжского края (с 1934 года — Сталинградского края). С 1935 года — в составе Сулимовского района (в июле 1937 года переименован в Зимняцкий, в октябре того же года — во Фрунзенский) Сталинградского края (с 1936 года — Сталинградской области, с 1961 года — Волгоградской области). В 1963 году в связи с упразднением Фрунзенского района хутор Кепинский включён в состав Серафимовичского района.

## Население
| 2010 |
| ---- |
| 133  |

Динамика численности населения по годам:
| 1859 | 1873 | 1897 | 1915 | 1987 |
| ---- | ---- | ---- | ---- | ---- |
| 2555 | 1699 | 1958 | 2648 | ≈330 |